# Leonora Jakupi

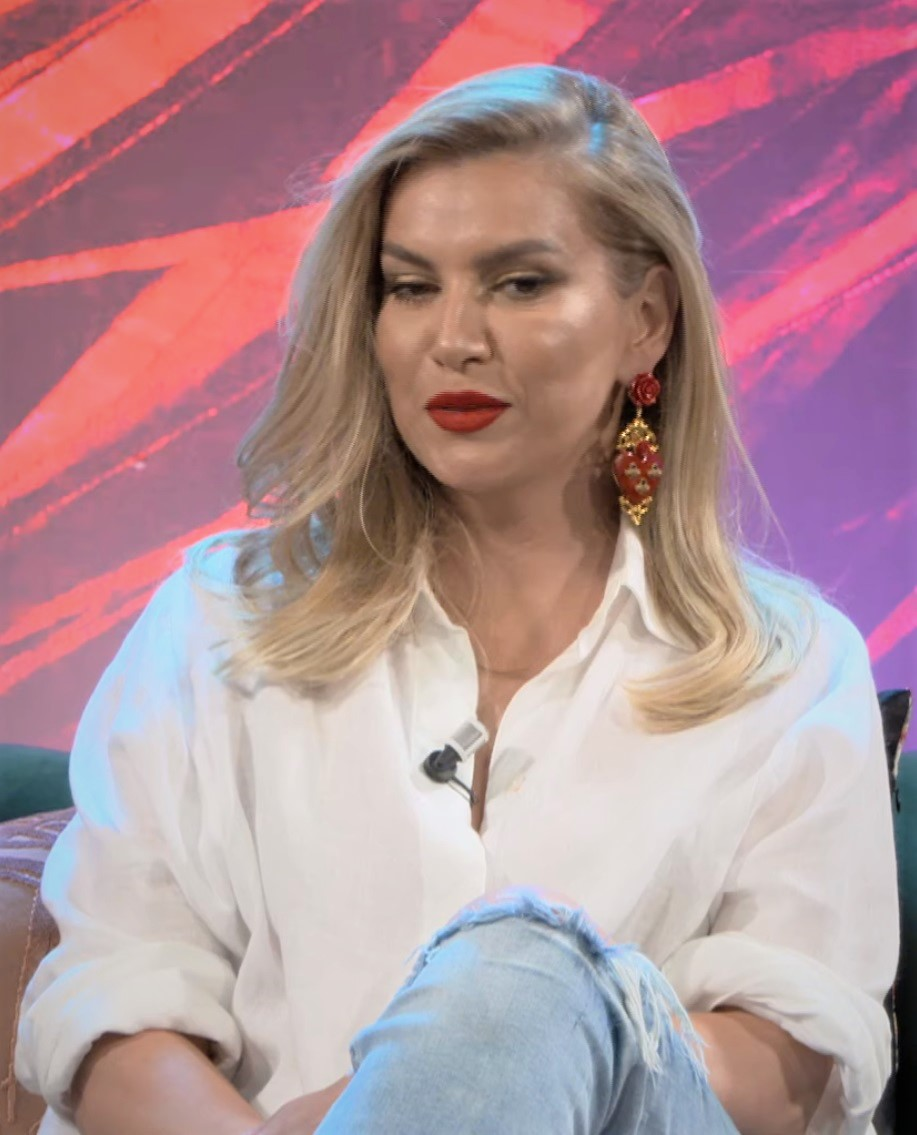
Leonora Jakupi, 2019

Leonora Jakupi (* 3. März 1979 in Skënderaj, heutiges Kosovo, damalig SFR Jugoslawien) ist eine kosovo-albanische Pop-Sängerin.

## Leben und Karriere
Ihre Lieder stammen aus verschiedenen Genres, darunter vornehmlich Popmusik und Volksmusik. Ihr bekanntester Song ist A Vritet Pafajsia?, der anlässlich des Todes ihres Vaters im Kosovokrieg (1998–1999) geschrieben wurde.
Der Song Ky Eshtë Fundi wurde im Jahr 2010 vom türkischen Sänger Serdar Ortaç unter dem Titel Haksızlık gecovert.
Am 22. Mai 2010 gewann Jakupi den Best Video-Preis von Top Fest 7.
Sie lebt in Pristina, der Hauptstadt des Kosovos, und ist unverheiratet.

## Diskografie

### Alben
- 1997: Leonora Jakupi
- 2001: Sahara Dhe Kapërolle
- 2003: Krejt Ndryshe
- 2005: Leonora
- 2006: Zemra Prap Të Kërkon

### Singles (Auswahl)
| - 1997: O Bo Bo - 1997: Nuk Më Duhet Gjermania - 1997: Buzekuqja - 1998: A Vritet Pafajsia? - 1999: Në Zemër Të Më Ndjesh - 2001: Sahara - 2003: Ti Nuk Egziston - 2005: Ende Të Dua - 2005: As Mos Provo - 2006: Zemra prap Të Kërkon - 2006: O Beqar | - 2007: Një Her Në Jet - 2008: Kush Do Ta Puthi Buzën - 2008: Më Do Dhe Të Dua - 2009: Ky Eshtë Fundi - 2010: Puthja Jote - 2010: I Harruar - 2011: Iluzion - 2013: Se ndaloj - 2014: Vajza e kojshis - 2014: Ma ngat - 2020: Luj luj |